# Bulgaria ai Giochi della XIX Olimpiade
La Bulgaria partecipò ai Giochi della XIX Olimpiade che si sono svolti a Città del Messico dal 12 al 27 ottobre 1968, con una delegazione di 112 atleti impegnati in 13 discipline per un totale di 69 competizioni. Portabandiera fu  Prodan Gardzhev, campione olimpico uscente nella lotta libera. Il bottino della squadra, alla sua nona partecipazione ai Giochi estivi, fu di nove medaglie: due d'oro, quattro d'argento e tre di bronzo. Entrambe le medaglie d'oro vennero dalla lotta greco-romana; grazie a questi successi e ad altre medaglie provenienti dalla lotta libera la Bulgaria conquistò il terzo posto nel medagliere della lotta, preceduta solo da Giappone e Unione Sovietica.

## Medagliere

### Per discipline
| Sport              | Oro | Argento | Bronzo | Totale |
| ------------------ | --- | ------- | ------ | ------ |
| Lotta greco-romana | 2   | 0       | 0      | 2      |
| Lotta libera       | 0   | 3       | 1      | 4      |
| Calcio             | 0   | 1       | 0      | 1      |
| Pugilato           | 0   | 0       | 2      | 2      |
| Totale             | 2   | 4       | 3      | 9      |

### Medaglie
| Medaglia | Atleta | Sport              | Evento             |
| -------- | --- | ------------------ | ------------------ |
| Oro      | Petar Kirov | Lotta greco-romana | Pesi mosca         |
| Oro      | Bojan Radev | Lotta greco-romana | Pesi medio-massimi |
| Argento  | Georgi Cvetkov Jančo Dimitrov Milko Gajdarski Ivajlo Georgiev Atanas Gerov Mihail Gjonin Georgi Hristakiev Kiril Ivkov Evgeni Jančovski Stojan Jordanov Todor Krăstev Atanas Mihajlov Mitju Monev Asparuh Nikodimov Kiril Stankov Georgi Vasilev Cvetan Veselinov Ivan Zafirov Petăr Žekov | Calcio             | Maschile           |
| Argento  | Enju Todorov | Lotta libera       | Pesi piuma         |
| Argento  | Enju Vălčev | Lotta libera       | Pesi leggeri       |
| Argento  | Osman Duraliev | Lotta libera       | Pesi massimi       |
| Bronzo   | Prodan Gardžev | Lotta libera       | Pesi medi          |
| Bronzo   | Ivan Mihajlov | Pugilato           | Pesi piuma         |
| Bronzo   | Georgi Stankov | Pugilato           | Pesi mediomassimi  |

## Risultati

### Pallacanestro
| Atleta | Classifica |
| --- | ---------- |
| V · D · M Nazionale bulgara - Pallacanestro ai Giochi della XIX Olimpiade 4 Mihajlov · 5 Bojadžiev · 6 Pandov · 7 Dojčinov · 8 Spasov · 9 Filipov · 10 Dimov · 11 Kirov · 12 Sahanikov · 13 Brănzov · 14 Rajčev · 15 Hristov · All. Kiril Hajtov | 10°        |
| Nazionale bulgara - Pallacanestro ai Giochi della XIX Olimpiade |            |
| 4 Mihajlov · 5 Bojadžiev · 6 Pandov · 7 Dojčinov · 8 Spasov · 9 Filipov · 10 Dimov · 11 Kirov · 12 Sahanikov · 13 Brănzov · 14 Rajčev · 15 Hristov · All. Kiril Hajtov                                                                           |            |